# Лю Гуантао
Лю Гуантао (кит. 刘光涛, 1920, Саньюань, Шэньси — 2011) — китайский государственный и военный деятель, генерал-майор.
Секретарь (глава) парткома КПК провинции Хэйлунцзян (1974—1977) и одновременно глава ревкома Хэйлунцзяна.
Кандидат в члены ЦК КПК 10-го созыва, член Центрального комитета Компартии Китая 11-го созыва.

## Биография
Родился в 1920 году в уезде Саньюань, провинция Шэньси.
В 1937 году участвовал в Национально-освободительной войне в Китае. В 1938 году вступил в Коммунистическую партию Китая.
В ранние годы — начальник Молодёжного отдела политотдела 8-й Национально-революционной армии. В 1942 году — политрук 2-го батальона 12-го полка Восточной армейской дивизии Цзидун, с 1943 года начальник политотдела 12-го полка, в 1944 году — политкомиссар 12-го полка Цзидунской дивизии. С 1945 года политрук 21-й бригады 16-й военной дивизии Цзиреляоского военного округа.
В 1946 году — политкомиссар 8-й дивизии 3-й колонны Северо-Восточной демократической объединённой армии, в 1949 году — политкомиссар 119-й дивизии 40-й армии 4-й общевойсковой армии. С 1950 года принимал участие в Корейской войне. С 1953 года заместитель начальника, с 1960 года начальник политуправления 40-й армии.
В 1964 году присвоено воинское звание генерал-майора. В 1969 году назначен заместителем политкомиссара Шэньянского военного округа и заместителем политкомиссара провинции Хэйлунцзян.
С декабря 1974 по декабрь 1977 гг. — секретарь парткома КПК провинции Хэйлунцзян и одновременно глава революционного комитета (правительства) провинции.
Скончался в 2011 году в возрасте 91 года.